# Lalka Okiku
Lalka Okiku (jap. お菊人形) – japońska legenda miejska o lalce z rosnącymi włosami, która jest przechowywana w świątyni Mannenji w mieście Iwamizawa na Hokkaido.

## Legenda
W 1918 roku 17-letni Eikichi Suzuki, mieszkający wówczas na Hokkaido, kupił w sklepie przy ulicy handlowej Tanukikoji w Sapporo japońską lalkę z peruką na głowie dla swojej trzyletniej siostry Kikuko. Kikuko pokochała ją tak bardzo, że spała z nią każdego dnia. Jednak w następnym roku zmarła nagle z powodu przeziębienia. Lalkę zapomniano umieścić w trumnie, więc wystawiono ją na buddyjskim ołtarzu wraz z prochami, ale włosy lalki urosły do ramion, co doprowadziło rodzinę do przekonania, że opętał ją duch Kikuko. W 1938 roku rodzina Suzuki postanowiła przenieść się na Sachalin i zostawiła lalkę w świątyni Mannenji. Po wojnie Eikichi poprosił o pozostawienie lalki w niezmienionym stanie w świątyni Mannenji, ponieważ wierzy, że duch Kikuko przejął nad nią kontrolę i poprosił o stałe nabożeństwo żałobne.